# Джебели-Акра
Джебели-Акра (араб. الجبل الأقرع‎, тур. Kel Dağı) — гора, расположенная на сирийско-турецкой границе недалеко от устья реки Аси (Оронт) в иле Хатай в районе Яйладагы (Турция) и Латакии (Сирия).
Имеет длинную историю в качестве священной горы под названиями Хаззи (хеттский), Цапану (угаритский), Кассий (греческий).
На вершине горы есть археологический памятник, представленный огромным курганом и развалинами — около 55 метров шириной и 8 метров глубиной, из которых только первые 2 метра были исследованы, причём раскопки дошли до слоя эпохи эллинизма.

## География
Высота оценивается в 1709—1736 метров над уровнем моря. Нижний Оронт отделяет Джебель-Агру от хребта Аман.
На склоне горы с сирийской стороны находится город Кассаб с преимущественно армянским населением. Гора расположена приблизительно в 10 километрах от городка Рас-эль-Басит, в 30 от холма Рас-Шамра (где был город Угарит в древности), в 33 км от г. Антакья (древняя Антиохия).
Находясь на узкой прибрежной равнине, Джебели-Акра является ориентиром для моряков.

## Гора в мифологии и истории

### Хаззи
Хетты называли гору Хаззи. Она обожествлялась и наряду с неидентифицированной горой Намни считалась спутницей бога грозы Тешуба. В «Песне об Улликумми» Тешуб и другие боги летят на гору и видят с неё растущего каменного гиганта Улликумми.

### Цапану
Согласно угаритским текстам, гора Цапану (Цафон) была местом нахождения бога-покровителя Угарита Балу (Баала), также именуемого Баал-Хадад и, по названию горы, Баал-Цафон или Баал-Цапани (то есть «владыка Цапану»). При этом и сама по себе гора была объектом культа.
Когда Баал погиб, спустившись в подземное царство бога смерти Мота, сестра Баала Анат похоронила его тело на горе Цапану. Здесь же она жалуется на смерть богу Илу и в насмешку предлагает выбрать в преемники Баала одного из сыновей Асират. Асират выбирает Астара, и ему трон приходится не по росту. В результате ряда усилий Анат удаётся вернуть Баала на гору и тот свергает Астара и его прислужников. Затем Баал жалуется, что Илу предлагает воздвигнуть дворец богу моря Яму, а не ему. Баал побеждает Яму, в результате на горе был воздвигнут дворец для Баала из кедра, золота, серебра и драгоценных камней.

### Цафон и путаница в названиях
Цафон, фактически, основное имя для севера на иврите благодаря расположению горы и связи между ивритом и ханаанскими языками. Положение усугубляется тем, что в иврите нет заглавных букв.
В «Книге Иова» «Бог (Элохим) распростер Цафон/север над пустотою, повесил землю над ничем» (Иов. 26:7). Согласно Ис. 14:13 гора Цафон — место, где собирались боги. В масоретском тексте 48 Псалма «Гора Сион, вершина Цафона/севера» называется горой Бога. В Быт. 13:14 и Втор. 3:27 слово «цафон» употребляется как синоним для северного направления. Кроме того, в Библии упоминается город Цафон в долине реки Иордан. Когда-то широко принятая идентификация библейского Цафона с угаритско-ассирийским Цапану подвергается сомнениям.
Во время нашествия гиксосов в Египет, культ Баала был принесён туда, причём Баал был отождествлён с Сетом. В храме Баала в Угарите находился рельеф из песчаника, присланный из Египта и посвящённый царским писцом Баалу Цапану. Как культ Баала Сапона был перенесён в Египет, так и имя горы было перенесено южнее. То же касается библейского «Исхода», где 3 упоминания Баал-цафона связаны с пересечением Красного моря.
Двойственность касается и греческого названия «Касий». Плиний и другие авторы упоминают гору Касий, которая находится на границе Египта и Сирбонского озера. Возможно, что в этом месте поклонялись Баалу, и здесь же, по преданию, был погребён Тифон.

### Касий
Самый ранний греческий плацдарм в Леванте — в Аль Мине — лежит на побережье на северном склоне. Здесь эвбейцы и киприоты познакомились с северо-западными семитскими культурами, начиная с раннего VIII столетия до нашей эры. От хетто-хурритского названия горы Хаззи произошло её греческое название Κάσιον ὄρος — гора Касий (или Кассий). Эта гора стала ближневосточным Олимпом, обителью Зевса, местом, где он сражался с Тифоном. Культ бога горы Цапану трансформировался у греков в культ Зевса Касийского. Кроме этого, на горе проводились праздники в честь Триптолема. Когда цари и императоры поднимались на гору Касий, чтобы принести жертву в святилище на его вершине, это было заметным культурным событием. Недалеко от горы Селевк I Никатор основал Селевкию Пиерию и Антиохию, причём по легенде, основанию Селевкии предшествовало знамение молнии. В более позднем тексте рассказывается, что Селевк совершил на горе жертвоприношение Зевсу и тот указал ему при помощи орла, где основать город. Здесь в I веке до н. э. были отчеканены монеты с эмблемой города. Зимой 115 года н. э. Траян чудом выжил в землетрясении, и в честь этого были отчеканены памятные монеты, изображающие святилище Зевса-Касия. Адриан, сопровождавший Траяна, в 129 или 130 году вернулся на гору ночью, чтобы быть свидетелем рассвета на её вершине. Элий Спартиан писал, что молния грома поразила животное, которое он собирался принести в жертву и служителя. Здесь же весной 363 года приносил жертву император Юлиан.
Греческие теофорные имена Кассиодор и Кассиодора, обязанные своим происхождением культу Зевса Касия и означающие «подарок Касия», служили напоминанием о клятвах, приносимых одним или обоими родителями для того, чтобы быть уверенными в зачатии ребёнка.

### Христиане и гора
По преданию, святой Варлаам (IV век н. э.) совершил паломничество в Иерусалим, где ему явился ангел и велел прогнать князя демонов с горы Касий. В результате Варлаам стал отшельником на горе и здесь выросло монастырское сообщество. На месте прежнего храма Зевса возник монастырь. Плитка от греко-римского святилища с именем бога была использована при строительстве. Как показало археологическое зондирование, монастырь святого Варлаама первоначально был построен около 500 года н. э. В 526 году монастырь был разрушен землетрясением. Затем здесь оказались арабы. Вторая фаза строительства случилась после повторного отвоевания земель Византией, которое произошло в 969 году. Тогда же сюда прибыли первые грузины, и к XI веку монастырь стал полностью грузинским. В 1268 году (год осады Антиохии) монастырь был окончательно оставлен, и сожжён мамлюками.
В средневековье гора была известна как Mount Parlier (искажённое название, образованное от имени святого).

### Джебель-эль-Акра
Джебель-эль-Акра, что значит по-арабски «лысая гора», получила название благодаря своей безлесой известняковой вершине. В 1939 году территория Хатай, незадолго до этого принадлежавшая Сирии и включающая часть горы, была аннексирована Турцией. Во время гражданской войны в Сирии, начавшейся в 2011 году, гора стала турецкой военной зоной, и там была установлена радарная база НATO.